# David Borenstein
David Borenstein är en amerikansk filmregissör och filmproducent. 
Borenstein har bland annat gjort dokumentärfilmen Mr. Nobody Against Putin som fick World Cinema Documentary Special Jury Award vid Sundance Film Festival i januari 2025. 

## Filmografi (i urval)
- Mr. Nobody Against Putin (2025)
- Can’t Feel Nothing  (2024)
- Nova   (2023)
- Covid-19 (2021)
- Op-Docs  (2021)
- Love Factory  (2021)
- Dream Empire (2016)
- The Hand That Feeds (2014)